# Isaac ben Jacob Campantón
Isaac ben Jacob Campantón (1360 - Peñafiel, 1463; en hebreo: יצחק קנפנטון) fue un rabino castellano. Vivió en una época oscurecida por los ultrajes del Arcediano de Écija y de Vicente Ferrer, cuando la vida intelectual y la erudición talmúdica estaban en declive entre los judíos de España. Los historiadores Immanuel Aboab (Nomologia, ii. 2), Zacuto (Yuḥasin, ed. Filipowski, p. 226b; compare Seder ha-Dorot, pp. 27b, 28a), y Joseph ben Zaddik (Neubauer, Anecdota Oxoniensia, i. 99) se unen en la designación de Campantón como gaón, Aboab afirmando que era denominado "el gaón de Castilla". Entre sus alumnos se encuentran Samuel (ibn Sadillo) al-Valensi, Isaac Aboab (1433-1493) e Isaac de León.
Dejó una sola obra, Darche ha-Gemara, o Darche ha-Talmud ("Una Metodología del Talmud"), que es una importante contribución al tema, ya que intenta ser una guía práctica para aquellos que están llamados a enseñar el Talmud. Fue publicado en Constantinopla, hacia 1520; Venecia, 1565; Mantua, 1593; Ámsterdam, 1706, 1711, 1754; Viena, 1891 (editado por Isaac H. Weiss) y Jerusalén, 1981.
En la ciudad de Zamora (España) un centro de estudios judaico lleva su nombre en la actualidad.